# Justicia (gènere)

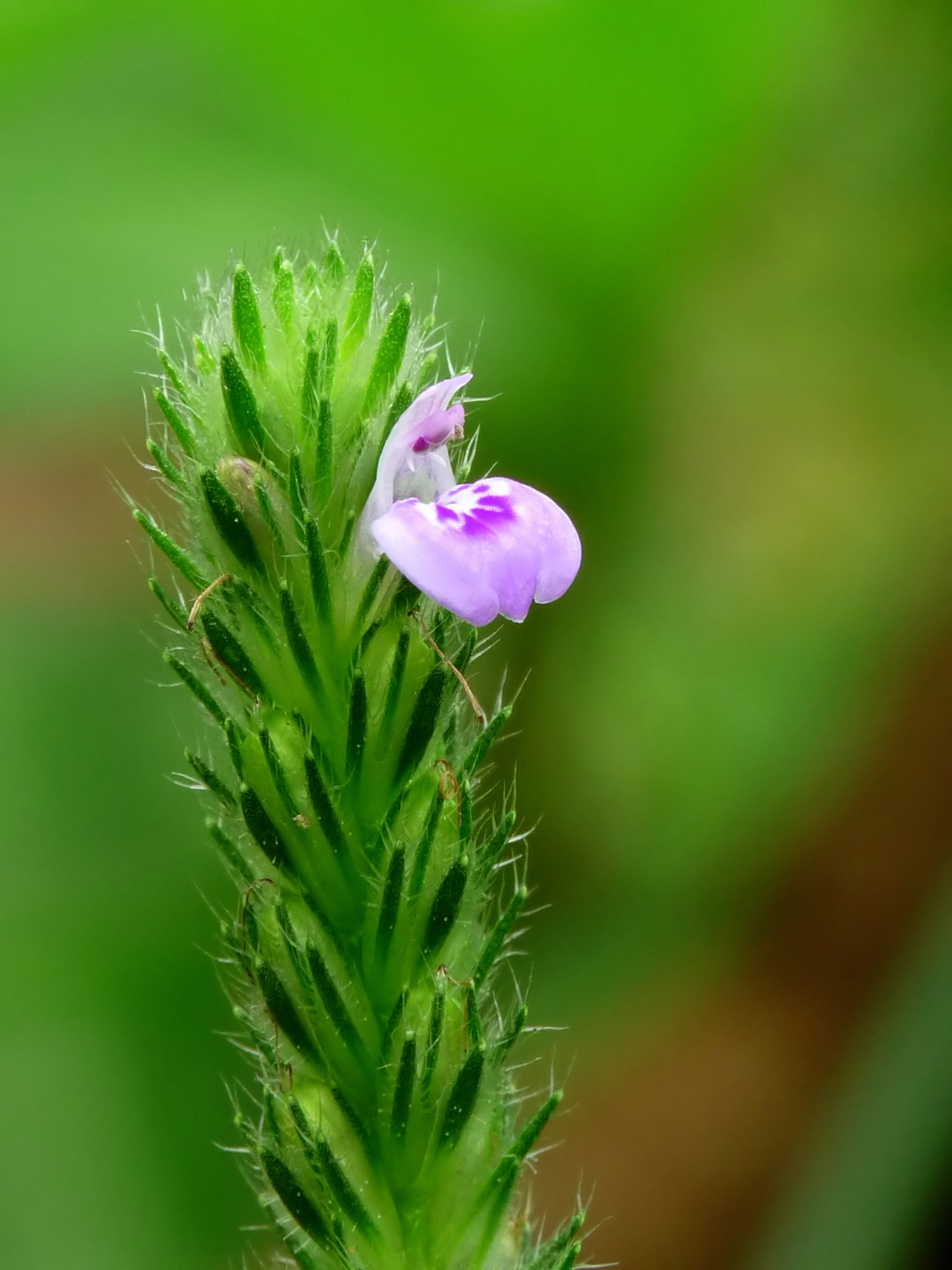
Justicia procumbens, flor

Justicia és un gènere de plantes angiospermes de la família de les acantàcies (Acanthaceae). Són plantes natives d'Àfrica i de les zones tropicals i subtropicals d'Àsia, el Pacífic sud-occidental i Amèrica. Pacífic.

## Descripció
Són plantes perennifòlies, arriben a una alçada de 50 cm amb fulles ovals de color verd fosc, amb els nervis ben marcats. Inflorescències amb flors tubulars de color rosa, vermell o violeta a l'estiu.

## Taxonomia
Aquest gènere va ser publicat per primer cop l'any 1753 al primer volum de l'obra Species Plantarum del botànic suec Carl von Linné (1707-1778).

### Etimologia
El nom del gènere honora l'horticultor escocès James Justice (1698-1763), autor de llibres de jardineria i membre de la Royal Society.

### Espècies
Dins del gènere Justícia es reconeixen les 913 espècies següents:

### Sinònims
Els següents noms científics són sinònims heterotípics de Justicia':
- Acelica Rizzini
- Adatoda Raf.
- Adeloda Raf.
- Adhatoda Mill.
- Athlianthus Endl.
- Aulojusticia Lindau
- Beloperone Nees
- Beloperonides Oerst.
- Bentia Rolfe
- Calliaspidia Bremek.
- Calophanoides (C.B.Clarke) Ridl.
- Calymmostachya Bremek.
- Carima Raf.
- Chaetochlamys Lindau
- Chaetothylax Nees
- Chaetothylopsis Oerst.
- Chiloglossa Oerst.
- Cyphisia Rizzini
- Cyrtanthera Nees
- Cyrtantherella Oerst.
- Digyroloma Turcz.
- Dimanisa Raf.
- Drejerella Lindau
- Duvernoia Nees
- Duvernoya E.Mey.
- Dyspemptemorion Bremek.
- Ecbolium Riv. ex Kuntze
- Emularia Raf.
- Ethesia Raf.
- Gendarussa Nees
- Glosarithys Rizzini
- Gromovia Regel
- Harnieria Solms
- Heinzelia Nees
- Hemichoriste Nees
- Heteraspidia Rizzini
- Ixtlania M.E.Jones
- Jacobinia Moric.
- Kuestera Regel
- Libonia K.Koch
- Lophothecium Rizzini
- Lustrinia Raf.
- Mananthes Bremek.
- Megalostoma Leonard
- Neohallia Hemsl.
- Orthotactus Nees
- Pelecostemon Leonard
- Petalanthera Raf.
- Plegmatolemma Bremek.
- Porphyrocoma Scheidw. ex Hook.
- Pupilla Rizzini
- Rhyticalymma Bremek.
- Roslinia Neck.
- Salviacanthus Lindau
- Sarojusticia Bremek.
- Sarotheca Nees
- × Sericobonia Linden & André
- Sericographis Nees
- Simonisia Nees
- Siphonoglossa Oerst.
- Thalestris Rizzini
- Thamnojusticia Mildbr.
- Tyloglossa Hochst.
- Vada-kodi Adans.

## Cultiu
Com a arbust aïllat o en grups. També viu en testos grossos.
- Exigències de cultiu: necessita humitat a l'estiu. Exposició assolellada. No suporten les gelades i la majoria ni tan sols les temperatures per sota de +7 °C.[5]
- Poda: retallar les tiges al final de l'hivern.
- Control fitosanitari:no presenta problemes.
- Reproducció: mitjançant estaquetes en hivernacle.